# Else Marie Pade
Else Marie Pade, född 2 december 1924 i Århus, död 18 januari 2016, var en dansk kompositör och en pionjär inom konkret och elektronisk musik.
Hon studerade till konsertpianist på kungliga danska musikkonservatoriet 1946 men började tidigt att experimentera och undersöka vad hon kallade för sin "inre ljudrymd".
Efter att ha hört ett stycke av den franske tonsättaren och radioingenjören Pierre Schaeffer tog hon kontakt och besökte honom 1952. Efter detta möte började hon studera den konkreta musikens estetik. Pade var den första danska tonsättaren att komponera elektronisk musik, i och med stycket Sju cirklar från 1958. Året därpå sändes verket för första gången i dansk radio.

## Biografi

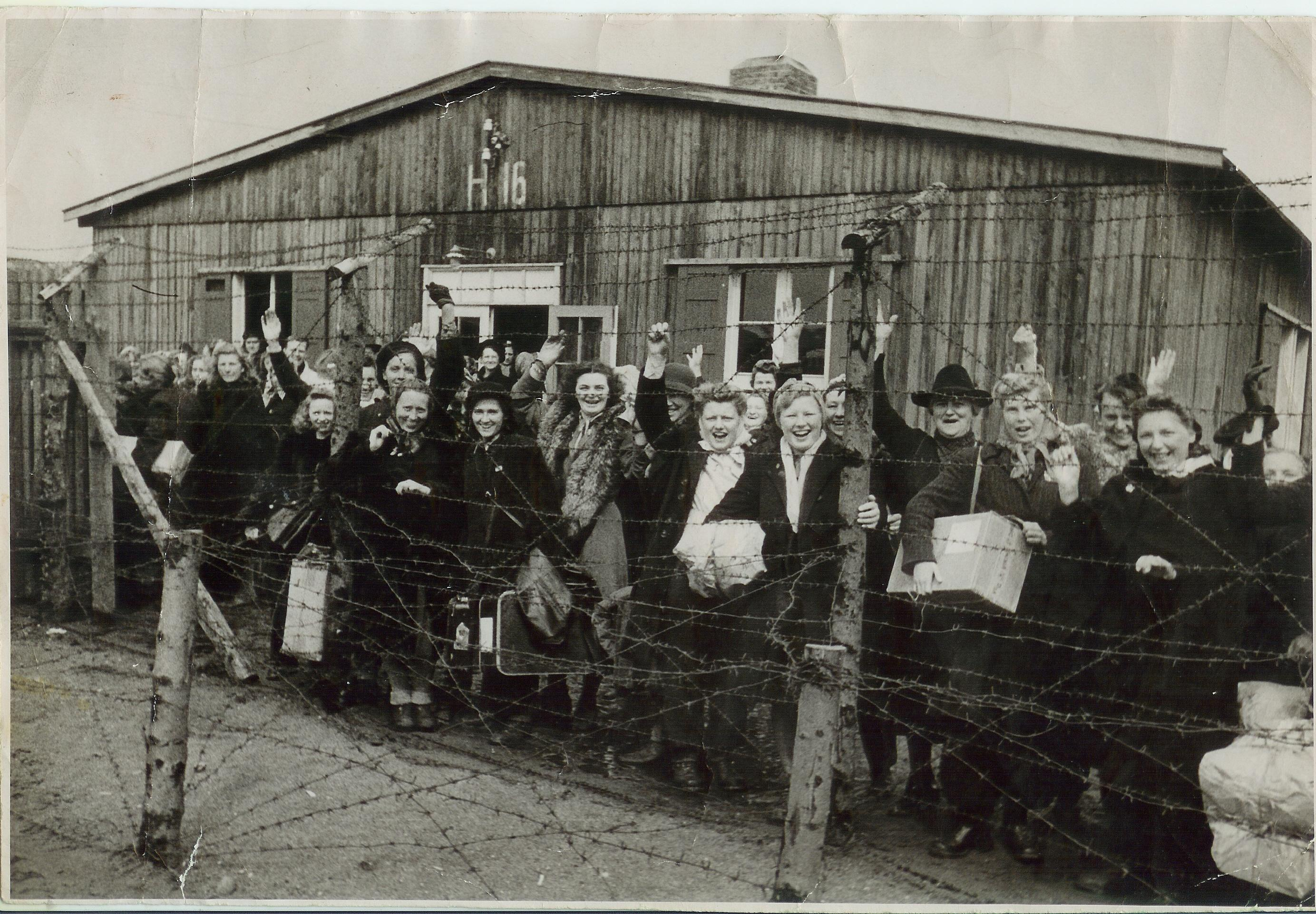
Jublande kvinnor framför kvinnobarackerna i Frøslevlejren inför frigivningen den 5 maj 1945.

### Motståndsrörelsen
Under andra världskriget var Pade aktiv i motståndsrörelsen. I augusti 1943 började hon distribuera illegala tidningar, och 1944 tränades hon vapen- och sprängämnesbruk. Hon var med i en grupp med bara kvinnor, med Hedda Lundh som gruppledare. Gruppen hade som mål att identifiera telefonkablar i Aarhus, för att kunna spränga dem när den brittiska invasionen kom, så att tyskarna inte skulle kunna använda telenätet. September 1944 arresterades Else Marie Pade av Gestapo, och sändes till Frøslevlejren. Här började hon komponera. I Frøslevlejren höll de internerade sångkvällar för att hålla moralen uppe. På den 60:e minnesdagen för befrielsen släpptes CD:n Songs in the Darkness: Music Frøslevlejren 1944–45.

### Utbildning
Efter kriget läste Else Marie Pade på Musikkonservatoriet, först till pianist och senare till kompositör. År 1952 lyssnade hon på radioprogrammet Horisont på DR, som handlade om konkret musik och pionjären Pierre Schaeffer. Hon besökte senare Schaeffer i hans studio på RTF i Paris, och fick där tillfälle att studera hans verk.

### Darmstadtskolan
Else Marie Pade arbetade tillsammans med Pierre Shaeffer och Karlheinz Stockhausen. Tillsammans med andra kompositörer reste hon till Darmstadt för att följa Stockhausens, Ligetis och Boulez kurser. Else Marie Pade deltog 1962, 1964, 1968 och 1972. Stockhausen använde hennes Glasperlespil som exempel när han höll föredrag om elektronisk musik.

## Verk

### En dag på Dyrehavsbakken(1955)
Besöket hos Schaeffer ledde till att Pade skrev Danmarks första konkreta och elektroniska musikverk: En dag på Dyrehavsbakken. Verket baserar sig på ljud som spelades in på Dyrehavsbakken, med hjälp av tekniker från DR. 

### Symphonie magnétophnique(1958-1959)
Detta stycke konkret musik beskriver vardagslig under ett dygn i Köpenhamn: morgonens rutiner, vägen till arbetet, tiden på kontoret och på fabriken, hemturen och dagen gvr mot sitt slut för att ge rum åt en ny dag.

### Syv cirkler(1958-1959)
Verket blev till efter ett besök på planetariet på världsutställningen i Bryssel 1958. En komposition visade stjärnhimlen och stjärnornas rörelse i förhållande till varandra. Verket bygger på Ligetis principer om klangfärger, Boulez serialism och Stockhausens matematiskt tillrättalagda partiur.

## Verkförteckning
Källor till verkförteckningen är bland annat EMP: Else Marie Pade: livet i et glasperlespil, DVM – Det Virtuelle Musikbibliotek och CD:n Sange midt i mørket: musik i Frøslevlejren 1944-45.
- Du og jeg og stjernerne, 1944
- Hjertets underfylde rytme, 1944
- Hvis du vidste, 1944-1945
- Swingsko, 1944-1945
- En lille melodi med forår i, 1944-1945
- Tullerulle tappenstreg, 1951, barnsånger med text av Halfdan Rasmussen
- Tullerulle tappenstreg: sept pieces en couleurs, 1953
- Pjerrots forunderlige dans, 1953, Musik till dockteater för TV.
- Koncert for trompet og orkester, 1954
- En dag på Dyrehavsbakken, 1955
- Fire anonyme sange, 1955
- Røde bolde, 1955
- Volo spa hoc est, 1956, från Den ældre Edda, för kvinnokör
- Seks ljudillustrationer till Danmarks Skolradio, 1956-1959
  - Den lille Havfrue, text av H.C. Andersen
  - Klumpedumpeland, text av Bent Friis Alsinger
  - Den lille Idas blomster, text av H.C. Andersen
  - Trylleringen, folksaga från Illustreret Tidende
  - Julegavetoget, folksaga från Illustreret Tidende
  - Gedehyrden Martin, folksaga från Illustreret Tidende
- Symphonie Magnétophonique, 1958-1959
- Syv cirkler, 1958-1959
- Glasperlespil II, 1960
- Lyd og lys, 1960, Elektronisk musik – texten är en dikt av Piet Hein
- Vikingerne, 1961, Filmmusik
- Afsnit I, II, III, 1961
- Etude I, 1962
- Faust, 1962
- Symphonia Heroica, 1962
- Et spil for cello, 1962
- Parametre, 1962
- Græsstrået, 1964, TV-balett med dikt av El Forman, koreografi av Nini Theilade
- Aquarellen über das Meer I-XXI, 1968-1971
- Historien om skabelsen, 1969, För leksaksinstrument
- Maria, 1969-1970, Elektronisk essä. För sopran, talad röst, talkör (elektroakustiskt bearbetad) och ljudband
- Immortella, 1969-1970 rev. 1984, Ballettpantomim for 20 slagverkare, elektroakustiskt bearbetat
- Fire radiodigte, 1970, dikter av Orla Bundgård Povlsen
  - Sang om amerikanerne i Vietnam
  - På Nørrevold
  - Klimpresang
  - Se det i øjnene (finns på youtube)
- Far, mor og børn, 1975, En lek med opera för barn. Film och konkreta ljudinslag.
- Fugledrømmen, 1976
- Syv billedsange om Teresa af Avila, 1980
- Illustrationer, 1995

En del av verken kan höras på DVM – Det Virtuelle Musikbibliotek

## Diskografi
- Else Marie Pade: "Face it". Inspelat i Danska radions studior 1957-58. Utgiven 2002 på Dacapo.
- Else Marie Pade: "Glaperlespil". Inspelat i Danska radions studior 1958-64. Utgiven 2001 på Dacapo.